# Shadayatana
 (signalé en mai 2025).
Si vous disposez d'ouvrages ou d'articles de référence ou si vous connaissez des sites web de qualité traitant du thème abordé ici, merci de compléter l'article en donnant les références utiles à sa vérifiabilité et en les liant à la section « Notes et références ».
- Archive Wikiwix
- Bing
- Cairn
- DuckDuckGo
- E. Universalis
- Gallica
- Google
- G. Books
- G. News
- G. Scholar
- Persée
- Qwant
- (zh) Baidu
- (ru) Yandex
- (wd) trouver des œuvres sur Wikidata

Shadayatana, Ṣaḍāyatana (sanskrit) ou saḷāyatana (pali), littéralement six domaines, signifie six sens - il s'agit de l'équivalent bouddhique des cinq sens occidentaux. Le sixième sens ne désigne pas ici une intuition particulière mais la pensée elle-même.

## Ṣaḍāyatana dans la coproduction conditionnée
Les six ṣaḍāyatana sont parts de la coproduction conditionnée parce qu'ils sont conditionnés par le corps et l'esprit, namarupa, et qu'ils conditionnent à leur tour le contact, sparsha - contact entre la sphère sensorielle et son objet.
Cependant, l'analyse des sphères, ou domaines, āyatana, ne se limite pas à ces ṣaḍāyatana. 

## Trente-deux domaines
Dans les commentaires (Abhidhamma) , ces six sens peuvent être abordés autrement. Cinq résultent du bénéfique, cinq résultent du pernicieux et vingt deux sont résultants - il s'agit en fait de considérer à quel état de conscience (voir : Vijñāna) est associé un domaine, la raison de cette association devant être comprise selon la logique bouddhique d'agrégats (voir : skandhas).